# Pangkemiri
Pangkemiri is een bestuurslaag in het regentschap Sidoarjo van de provincie Oost-Java, Indonesië. Pangkemiri telt 3509 inwoners (volkstelling 2010).